# 30 Единорога
30 Единорога (лат. 30 Monocerotis), C Гидры (лат. C Hydrae), HD 71155 — двойная звезда в созвездии Гидры на расстоянии приблизительно 119 световых лет (около 36,4 парсек) от Солнца. Видимая звёздная величина звезды — +3,91m. Возраст звезды определён как около 260 млн лет.

## Характеристики
Первый компонент — белая звезда спектрального класса A0Va, или A0V, или A0. Масса — около 2,5 солнечной, радиус — около 1,9 солнечного, светимость — около 42,22 солнечной. Эффективная температура — около 9900 K.
Второй компонент — коричневый карлик. Масса — около 17,92 юпитерианской. Удалён в среднем на 2,03 а.е..